# Marí I
Marí I (Gallese, Viterbo, ? - Roma, 884) fou Papa de Roma de 882 a 884. Al Papa Marí I també se l'ha anomenat Martí II, ja que a l'edat mitjana es confongueren els noms de Marí i Martí. D'aquesta manera, durant molt anys, Marí I fou conegut com a Martí II, i Marí II com Martí III. És per aquest motiu que actualment es passa de Martí I a Martí IV, encara que no han existit mai els papes Martí II i Martí III.
La seva era una rica i poderosa família latifundista originària d'Anglaterra i de ben jove s'encaminà vers l'Església juntament amb el seu germà petit Romà (futur Romà I). Arribà a ser bisbe de Ceri. Fou empresonat per ordre de l'emperador romà d'Orient Basili el Macedoni per haver participat en el Concili de Constantinoble IV, on es deposà el Patriarca de Constantinoble. Escollit papa a la fi de l'any 882, va revocar la decisió del Papa Joan VIII d'excomunicar el futur Formós I (i li retornà la diòcesi a Porto), però no va acceptar cap mena de discussió sobre millorar les relacions amb Constantinoble.
Va morir en estranyes circumstàncies, molt possiblement emmetzinat.